# Résolution 874 du Conseil de sécurité des Nations unies
Membres permanents
- Chine
- États-Unis
- France
- Royaume-Uni
- Russie

Membres non permanents
- Brésil
- Cap-Vert
- Djibouti
- Espagne
- Hongrie
- Japon
- Maroc
- Nouvelle-Zélande
- Pakistan
- Venezuela

Résolution no 873 Résolution no 875
La résolution 874 du Conseil de sécurité des Nations unies est adoptée à l'unanimité le 14 octobre 1993. Après avoir réaffirmé les résolutions 822 (1993) et 853 (1993), le Conseil exprime sa préoccupation face à la poursuite du conflit entre l'Arménie et l'Azerbaïdjan au Haut-Karabakh et l'inviolabilité des frontières internationales et l'inadmissibilité de l'utilisation de la force pour l'acquisition de territoire, et appelle les parties à respecter le cessez-le-feu convenu avec le gouvernement de la Russie et le Groupe de Minsk de l'OSCE.
Le Conseil, après avoir réitéré son soutien au processus de paix, appelle les deux parties à accepter le « calendrier ajusté des mesures urgentes » adopté par l'OSCE, rejeté par l'Azerbaïdjan et par les autorités du Karabakh. Les autorités du Karabakh adoptent une approche attentiste et l'Azerbaïdjan l'a rejette parce que le « calendrier ajusté » lie le retrait des forces arméniennes du Karabakh du territoire azerbaïdjanais occupé à la levée de l'embargo azerbaïdjanais de l'Arménie. Le gouvernement azerbaïdjanais se plaint d'être traité comme « le camp défait ».
Le « calendrier ajusté » comprend des propositions relatives au retrait des forces des territoires récemment occupés et à l'élimination de tous les obstacles aux communications et au transport; Selon le Conseil, toutes les autres questions non traitées devraient être réglées par des négociations pacifiques.
La résolution appelle ensuite à une convocation rapide de la Conférence de Minsk de l'OSCE afin de parvenir à un règlement négocié du conflit, demandant au secrétaire général Boutros Boutros-Ghali d'assister à la Conférence et de fournir toute l'aide possible aux négociations de fond. Il appelle également les parties à s'abstenir de toute violation du droit international humanitaire et à permettre aux organisations internationales d'accéder sans entrave à l'aide humanitaire.
La résolution 874 est également la première résolution sur le sujet du conflit à exhorter les États de la région à s'abstenir de tout acte hostile et de toute ingérence ou intervention qui mènerait à l'aggravation du conflit. Fin octobre, des combats éclatent à la frontière entre l'Azerbaïdjan et l'Iran, et le déploiement des forces iraniennes par le président iranien Hachemi Rafsandjani à propos du conflit à la frontière incite les États à s'abstenir d'interférer dans la résolution 884.
La présente résolution conclut en demandant au secrétaire général, au président en exercice de l'OSCE et au président de la Conférence de Minsk de l'OSCE de continuer à faire rapport au Conseil sur les progrès du processus de Minsk et sur tous les aspects de la situation sur le terrain,.